# Villaines-la-Juhel

Villaines-la-Juhel este o comună în departamentul Mayenne, Franța. În 2009 avea o populație de 3,084 de locuitori.